# Betty Jean Newsome
Pour les articles homonymes, voir Newsome.
Betty Jean Newsome,  née avant-guerre probablement en Caroline du Nord, est une chanteuse, choriste, danseuse et parolière américaine. 
Elle est notamment la co-autrice des paroles de la chanson It's a Man's Man's Man's World , interprétée par James Brown.

## Biographie
Elle arrive à New York en provenance de Wilson (Caroline du Nord) dans les années 1950 où elle devient danseuse et choriste.

### It's a Man's Man's Man's World
Elle s'inspire de la lecture du livre de la Genèse pour l'écriture de la chanson. Elle fredonne la mélodie à un prédicateur qui la transcrit musicalement. Elle a toujours assuré que James Brown n'avait pas écrit une ligne de la chanson.
En couple brièvement avec James Brown, pour qui elle est choriste, elle lui dévoile cette création qui donnera lieu à l'enregistrement de It's a Man's Man's Man's World en 1966. Quand la chanson sort, Betty Jean Newsome et James Brown ne sont plus ensemble : son nom n'apparaît nulle part comme autrice.
Dès 1967, la société Clamike Records poursuit James Brown et obtient que Newsome apparaissent comme co-parolière de la chanson. En 2007, cela aurait généré 250 000 dollars en droit d'auteur que Betty Jean Newsome n'a touché que partiellement.
Dans les années 2000, une nouvelle procédure judiciaire est lancée pour retards de paiement, afin que James Brown lui paie régulièrement ses droits,.

## Vie personnelle
Elle a un fils (peut-être avec Smokey Robinson) et une fille avec Clarence "Mookie" Jackson.